# Gołda Tencer
Gołda Tencer (Yiddish: גאָלדע טענצער, Łódź, 2 de agosto de 1949) es una actriz, cantante y comediante polaca.
Tencer nació en una familia judía, hija de Szmul y Sonia Tencer. En 1971 se graduó de Actors Studio en Varsovia. En 1984, como becaria del gobierno de los Estados Unidos, exploró la vida teatral en los Estados Unidos.
En la actualidad, Tencer es actriz y directora del Teatro Judío de Varsovia.

## Filmografía
- 2007: Liebe nach Rezept – como Rosha
- 2004: Alles auf Zucker! – as Golda Zuckermann
- 1985: War and Love
- 1983: The Winds of War
- 1983: Haracz szarego dnia – cómo Róża
- 1982: Hotel Polan und Seine Geste – cómo miss Menasze
- 1982: AusteriaAusteria – como Blanka
- 1979: Komedianci
- 1979: Gwiazdy na dachu
- 1979: DybukDybuk – como Lea
- 1979: Doktor Murek – como la hija de Kapelewicz
- 1979: David

## Canciones
- Ballady i romanse
- Bei Mir Bistu Shein
- Cadikim
- Dieta
- Dudele
- Ejli, Ejli
- Fraytik Oyf Der Nakht
- Josl, Josl
- Kinder Jorn
- Mein Jidishe Mame
- Mein Shtetele Belz
- Rebeka
- Rebns Nysn
- Rozinkes mit Mandlen
- Sekrety drzew
- Varnitshkes
- Zemerl